# Záblatí (Vysočina)
Záblatí (in tedesco Sablat) è un comune ceco situato nel distretto di Žďár nad Sázavou, nella regione di Vysočina.